# Gararu (kommun)
Gararu är en kommun i Brasilien.   Den ligger i delstaten Sergipe, i den östra delen av landet, 1 300 km nordost om huvudstaden Brasília. Antalet invånare är 11 458.
Följande samhällen finns i Gararu:
- Gararu

Omgivningarna runt Gararu är huvudsakligen savann. Runt Gararu är det glesbefolkat, med 20 invånare per kvadratkilometer.